# フアン・ベロカル
フアン・ベロカル・ゴンサレス（Juan Berrocal González、1999年2月5日 - ）は、スペイン・アンダルシア州ヘレス・デ・ラ・フロンテーラ出身のサッカー選手。SDエイバル所属。ポジションはDF。

## クラブ経歴
2018年8月9日、UEFAヨーロッパリーグ予選のFKジャルギリス戦にてセビージャFCでのトップチームデビューを果たした。
2020年8月25日、CDミランデスへ1シーズンの契約でレンタル移籍をした。
2021年7月22日、2021-22シーズンはセグンダ・ディビシオンのスポルティング・デ・ヒホンへレンタル移籍されることが発表された。
2022年7月11日、SDエイバルへの完全移籍がセビージャFCによって公表された。